# Graduation (Benny Blanco e Juice Wrld)
Graduation è un singolo del cantautore statunitense Benny Blanco e del rapper statunitense Juice Wrld pubblicato il 30 agosto 2019.

## Video musicale
Il video musicale è stato lanciato il 30 agosto 2019 ed è stato diretto da Jake Schreier. Il video è composto da un montaggio di studenti, interpretato da varie celebrità, con didascalie che descrivono cosa hanno fatto dopo il liceo.
Alcune celebrità che fanno apparizione come studenti nel video includono Justice Smith, Hailee Steinfeld, Noah Cyrus, Dove Cameron, Maddie Ziegler, David Dobrik, Madison Beer e altri. Juice Wrld appare nel video come uno studente di nome "Gary", la cui ossessione per i videogiochi gli costerebbe la vista, mentre Benny Blanco interpreta "Mr. Upchuck", un insegnante di matematica che sostiene di aver incontrato una cricca popolare a una festa. Solo Hailee appare come se stessa e salva l'umanità ponendo fine alla "Guerra robotica". Inoltre, il rapper comico americano Lil Dicky fa la sua apparizione come preside del liceo.

## Tracce
Testi di Benjamin Levin, Jarad Higgins, Josh Deutsch, Magnus August Høiberg, Nathan Perez, musiche di Benny Blanco, Cashmere Cat, Felice Perez.
1. Graduation – 2:57